# 문화적 갈등
문화적 갈등(cultural conflict) 또는 문화 갈등은 서로 다른 문화적 가치와 신념이 충돌할 때 발생하는 갈등의 한 유형이다. 이 개념에 대한 광범위하고 좁은 정의가 있으며, 둘 다 미시적 또는 거시적 규모에서 폭력(전쟁 포함)과 범죄를 설명하는 데 사용되었다.

## 상충되는 가치
조나단 H. 터너는 문화적 갈등을 "사람들을 서로 불화하게 만드는 문화적 가치와 신념의 차이"로 인해 발생하는 갈등으로 정의한다. 미시적 수준에서 알렉산더 그레위는 1970년 영국 시트콤인 폴티 타워에서 본 것처럼 다른 문화와 국적의 게스트 간의 문화적 갈등에 대해 논의한다. 그는 이 갈등을 사람들이 문화적 배경에서 비롯된 특정 행동에 대한 기대가 충족되지 않을 때 발생하는 갈등으로 정의한다. 다른 사람들은 다른 문화적 배경과 다른 기대를 가지고 있기 때문이다.
문화적 갈등은 갈등 당사자가 다른 신념을 가지고 있기 때문에 해결하기 어렵다. 이러한 차이가 정치에 반영되면 문화적 갈등이 심화되며, 특히 거시적 수준에서 그렇다. 문화적 갈등의 한 예는 낙태에 대한 논쟁이다. 인종 청소는 문화적 갈등의 또 다른 극단적인 예이다. 전쟁은 문화적 갈등으로 인해 발생할 수도 있다. 예를 들어, 노예 제도에 대한 서로 다른 견해는 미국 남북 전쟁의 원인 중 하나였다.

## 같이 보기
- 문화 다양성
- 문화 패권
- 문화제국주의
- 문화 충격
- 문화전쟁
- 민족 분쟁
- 정체성 정치
- 언어정책
- 다문화주의
- 지역주의
- 종교전쟁
- 사회 통합
- 문화투쟁
- 문명의 충돌